# Matha
Matha je naselje in občina v zahodnem francoskem departmaju Charente-Maritime regije Poitou-Charentes. Leta 2006 je naselje imelo 2.107 prebivalcev.

## Geografija
Kraj leži v pokrajini Saintonge ob reki Antenne, 32 km severovzhodno od njenega središča Saintes.

## Uprava
Matha je sedež istoimenskega kantona, v katerega so poleg njegove vključene še občine Bagnizeau, Ballans, Bazauges, Beauvais-sur-Matha, Blanzac-lès-Matha, Bresdon, Brie-sous-Matha, La Brousse, Courcerac, Cressé, Gibourne, Gourvillette, Haimps, Louzignac, Macqueville, Massac, Mons, Neuvicq-le-Château, Prignac, Saint-Ouen, Siecq, Sonnac, Thors in Les Touches-de-Périgny z 9.443 prebivalci.
Kanton Matha je sestavni del okrožja Saint-Jean-d'Angély.

## Zanimivosti
- renesančni grad Château de Matha iz 16. stoletja, od leta 1952 francoski zgodovinski spomenik,
- romanska cerkev sv. Aredija iz 12. stoletja,
- romanska cerkev sv. Petra iz 12. stoletja.